# Selaginella grabowskyi
Selaginella grabowskyi är en mosslummerväxtart som beskrevs av Otto Warburg. Selaginella grabowskyi ingår i släktet mosslumrar, och familjen mosslummerväxter. Inga underarter finns listade i Catalogue of Life.